# Агрипа (кратер)
Вижте пояснителната страница за други значения на Агрипа.
Агрипа (на латински: Agrippa) e кратер на луната на югоизточния бряг на Маре Вапорум. Той има диаметър от 44 км.
Наречен е през 1935 г. на гръцкия астроном Агрипа от 1 век.